# Renaissance (album)
Renaissance is het debuutalbum uit 1969 van de gelijknamige muziekgroep.
Keith Relf en McCarty kenden elkaar vanuit The Yardbirds en Together en kregen steun van John Hawken uit The Nashville Teens en Louis Cennamo (studiomuzikant). Toegevoegd werd de jongere zuster van Keith Relf: Jane Relf. Het album dat werd opgenomen in de Olympic Studios in Londen bevatte vijf tracks, waarbij de nadruk lag op de combinatie van klassieke muziek, folk en rock; de basis van progressieve rock. De band was ontstaan midden 1969 en hun eerste muziekalbum volgde laat datzelfde jaar, maar wordt ook wel toegewezen aan 1970. In 1998 bracht de band zelf een nieuwe versie op de markt onder de naam Innocence, waarop ook een aantal bonustracks (Mooncrest Records: Crestcd 33).

## Musici
- Keith Relf - zang, gitaar, harmonica
- Jim McCarty – slagwerk, percussie, zang
- John Hawken – piano, klavecimbel
- Louis Cennamo – basgitaar
- Jane Relf - zang, percussie

## Composities
1. Kings and Queens (10:56) (K.Relf-McCarty-Hawken-Cennamo)
2. Innocence (7:07) (K.Relf-McCarty-Hawken-Cennamo)
3. Island (5:58)( K.Relf-McCarty-Hawken-Cennamo)
4. Wanderer (4:02) (Hawken-McCarty)
5. Bullet (11:21) (K.Relf-McCarty-Hawken-Cennamo)
6. The Sea (K.Relf - McCarty)(*)(niet op album; verschenen als single)
7. Island (singleversie)(K.Relf-McCarty-Hawken-Cennamo)(*)
8. Prayer for light (McCarty)(*)(filmmuziek uit 1971, toen de band al was opgeheven, voor Schizom, nooit uitgebracht)
9. Walking away (McCarty)(*) (filmmuziek uit 1971, toen de band al was opgeheven, voor Schizom, nooit uitgebracht)
10. Shining where the sun has been (K.Relf-McCarty)(*)(een demo uit 1968 van Together)
11. All the fallen angels (K.Relf)(*)(laatste opname van Keith Relf voor zijn ongeluk in 1976)

(*)Bonustracks op Innocence.
De muziek leunde zwaar op de klassieke training van Hawken; zo is Island doordrongen van Ludwig van Beethovens Sonate Pathetique.

## Hoeslink
- originele hoes
- Amerikaanse versie
- Innocence

Studio: Renaissance (1969) · Illusion (1971) · Prologue (1972) · Ashes Are Burning (1973) · Turn of the Cards (1974) · Scheherazade and other stories (1975) · Novella (1977) · A Song for All Seasons (1978) · In the Beginning (1978) · Azure d'Or (1979) · Camera Camera (1981) · Time-Line (1983) · Tuscany (2000) · The Mystic and The Muse (ep) (2010) · Grandine il Vento (2012)
Annie Haslams Renaissance: Blessing in Disguise  (1994)
Michael Dunford's Renaissance: The Other Woman  (1994) · Ocean Gypsy (1997)
Live: Live at Carnegie Hall (1976) · Renaissance Live at the Royal Albert Hall (1977) · BBC Sessions (1999) · Day of the Dreamer (2000) · Renaissance Unplugged (2000) · In the Land of the Rising Sun (2002) · Dreams and Omens (2008) · Renaissance DeLane Lea Studios 1973 (2015) · A symphonic journey (2018)
Compilatie: Tales of 1001 Nights (Parts 1 and 2) (1990) · Da Capo (1995) · Songs from Renaissance Days (1997) · Live & Direct (2002)